# 마치에이 우스티노비치

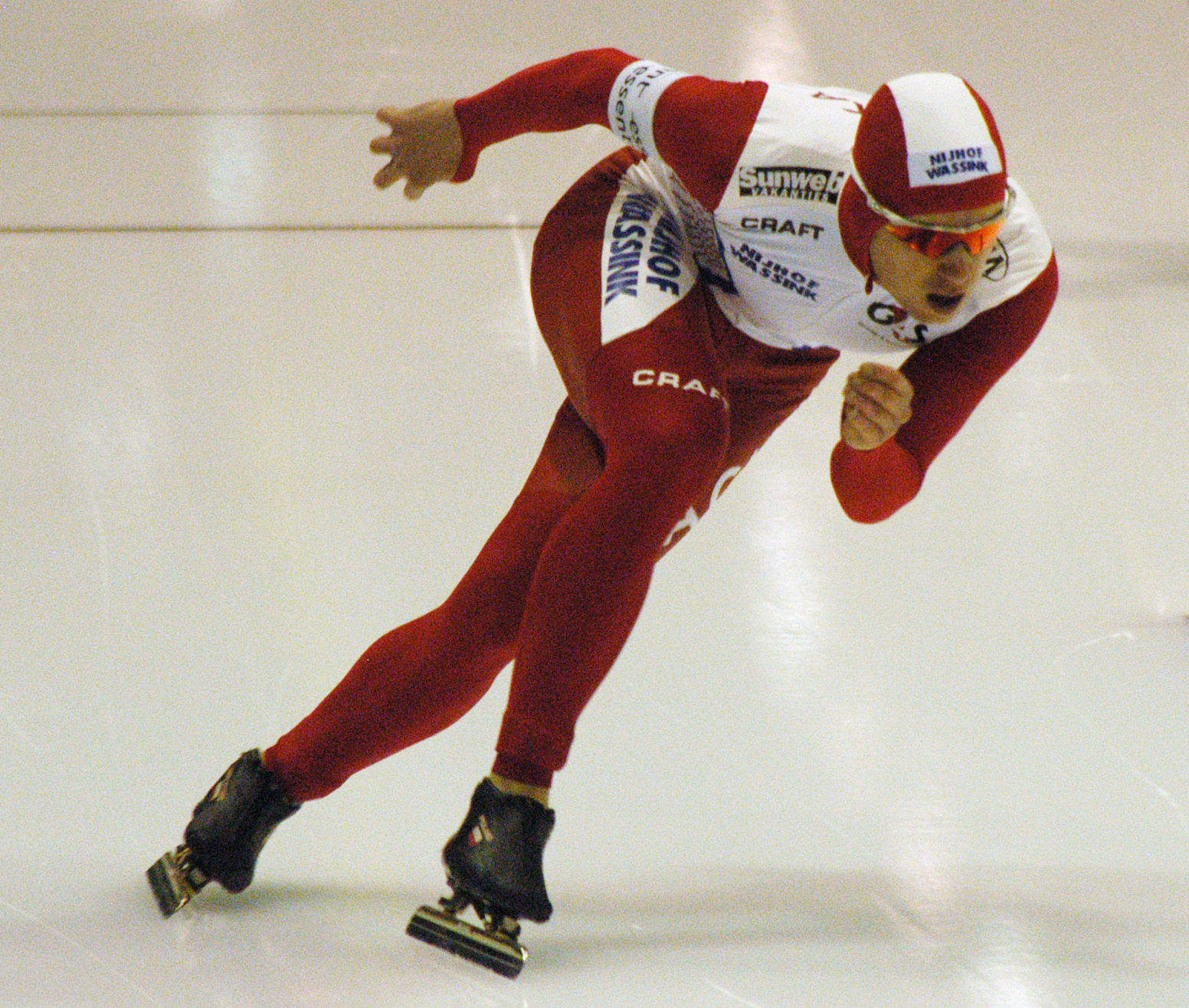
2008년 헤이렌베인 월드컵에서 경주인 우스티노비치

마치에이 아담 우스티노비치(폴란드어: Maciej Adam Ustynowicz, 1983년 2월 23일~)는 폴란드의 은퇴한 스피드스케이팅 선수이다. 바르샤바 출신으로 2006년 동계 올림픽과 2010년 동계 올림픽에 참가했다.